# Nankang (Reifenhersteller)

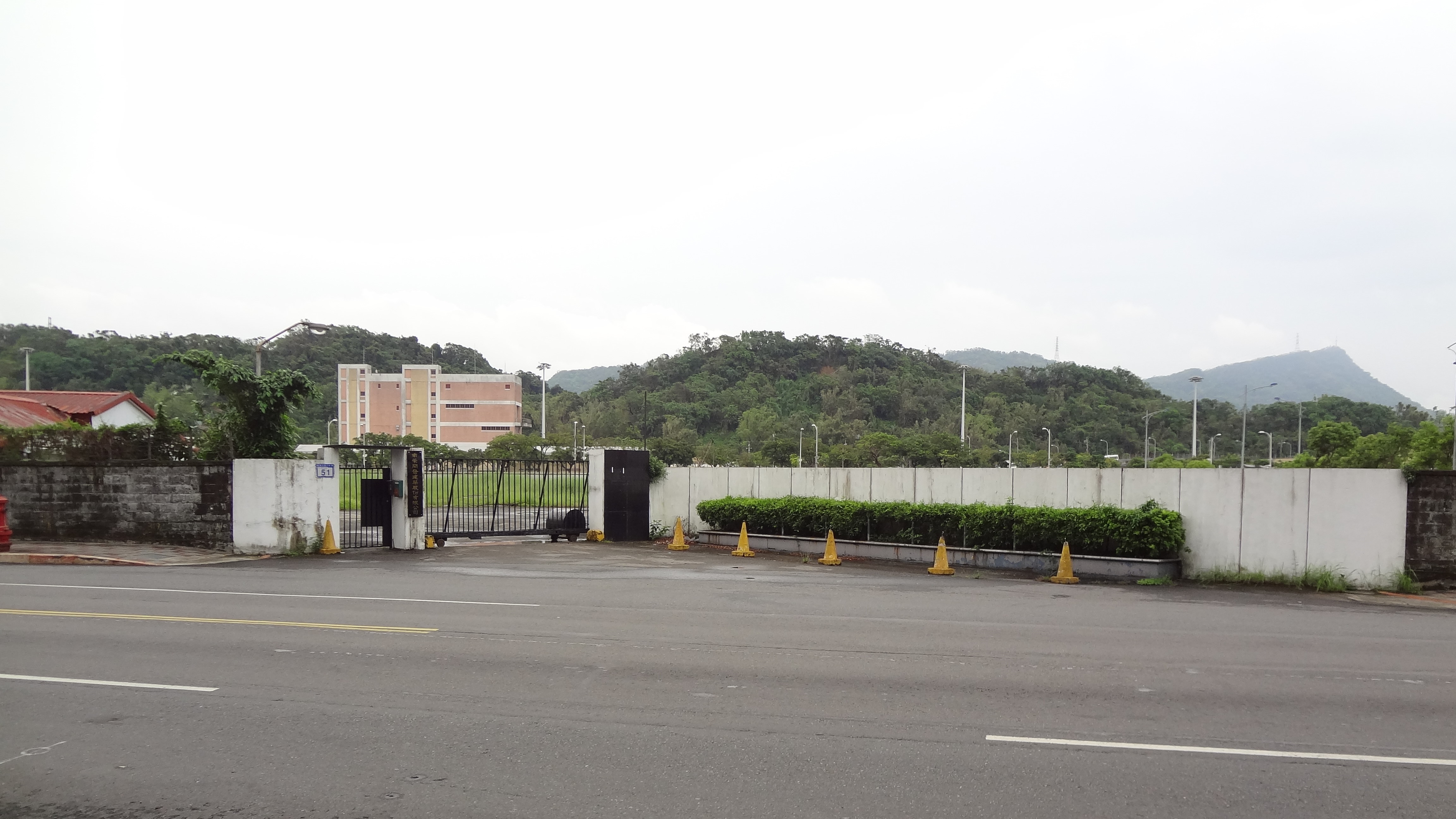
Ehemalige Fabrik von Nankang

Nankang ist ein taiwanischer Reifenhersteller. Die Unternehmenszentrale hat ihren Sitz in Taipeh. Die Herstellungsanlage befindet sich in Hsinchu Hsin-Fung. Des Weiteren wurde im Jahr 2003 eine Herstellungsanlage in China in Zhangjiagang in der Provinz Jiangsu errichtet. Der Hersteller produziert Sommer- und Winterreifen für Pkw und Motorradreifen.

## Geschichte
Die Firma wurde am 25. Februar 1959 gegründet. Im November 1963 ging das Unternehmen an die Börse. Die Herstellungsanlage Nankang erwarb im Jahr 1987 das Zertifikat Ford Motor Company Q1. 1991 folgte der Erhalt des E-MARK-Zertifikats (Zertifikat für den Export nach Europa).
Im Mai 1994 erlangte das Unternehmen die ISO-9001-Zertifizierung vom DNV-Qualitätsgenehmigungssystem. Im Oktober erlangte das Unternehmen dann die ISO-9001-Zerfizierung vom Büro für Wareninspektion.
Vorstandsvorsitzender ist Ching-Hsing Chiang, Geschäftsführerin ist Cai-Yun Zhan.